# Carl Hårleman (Architekt)

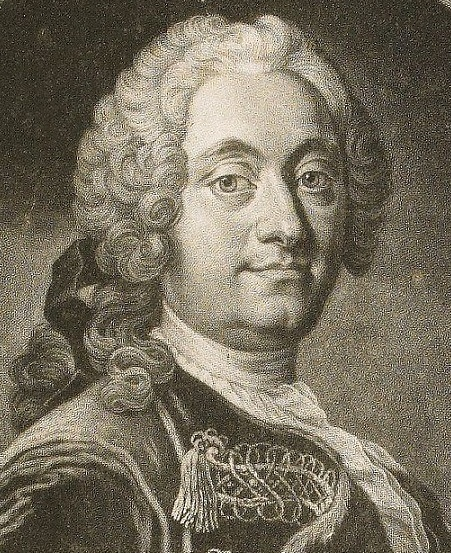
Carl Hårleman

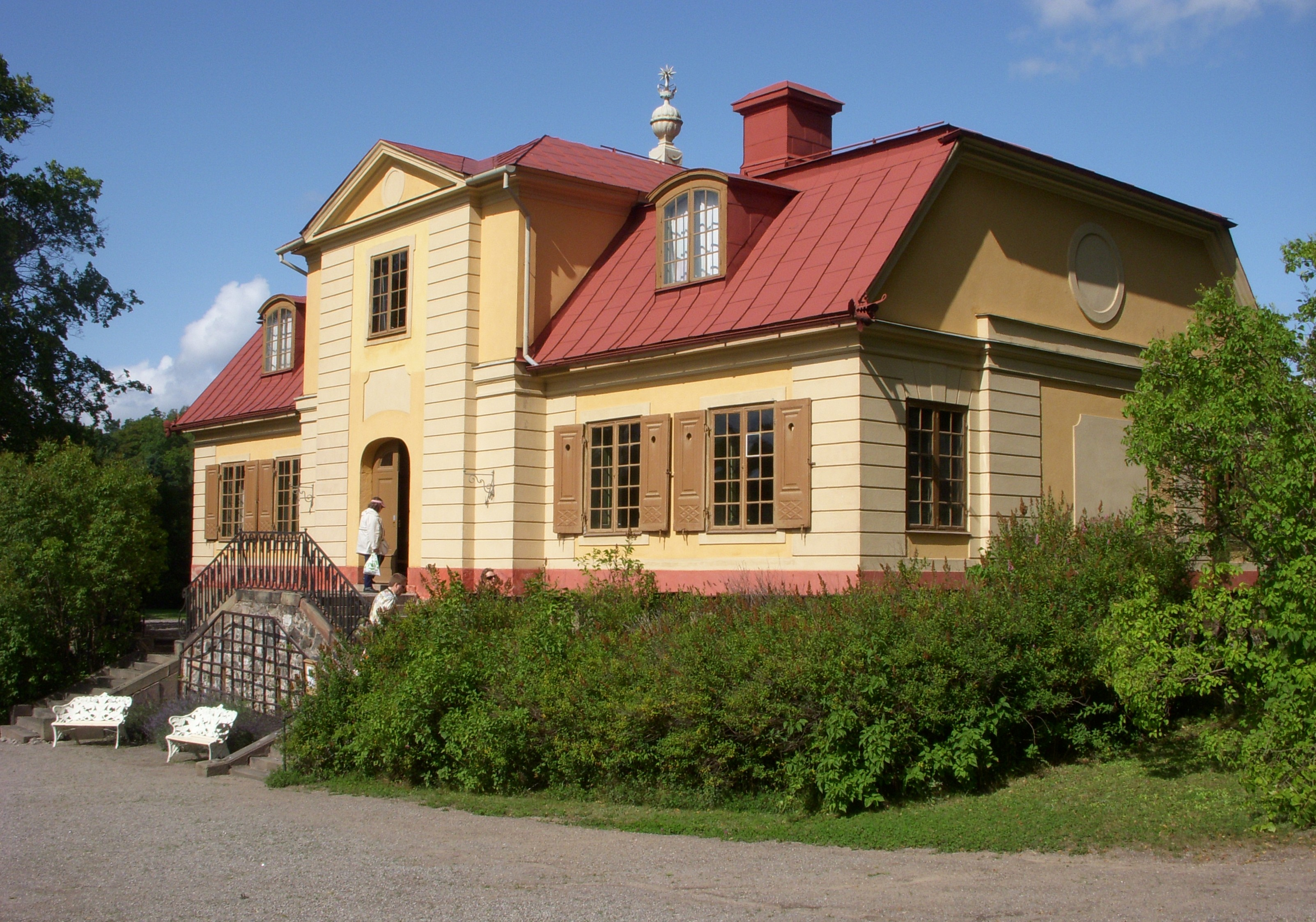
Der Rokokohof Herrenhaus Svindersvik in Nacka

Carl Hårleman (* 27. August 1700 in Stockholm; † 9. Februar 1753 ebenda) war ein schwedischer Architekt und Politiker.

## Leben und Wirken
Hårleman studierte bei Göran Josuae Adelcrantz und bekam 1721 ein Stipendium, das ihm Studien in Italien und Frankreich ermöglichte. 1727 wurde er nach Schweden zurückgerufen, um an den Bauarbeiten zum Stockholmer Schloss mitzuwirken, deren Leitung er ab den 1740er Jahren übernahm.
Mit dem Lustschloss Svartsjö schuf Hårleman einen Rokokostil schwedischer Prägung, der in den nächsten Jahrzehnten bei dem Bau von Schlössern und Herrenhäusern dominieren sollte. Er arbeitete auch als Gartenarchitekt.
Hårleman war aber auch politisch aktiv. Als Mitglied des Reichstags war er während der Freiheitszeit überzeugter Anhänger der Partei der Hüte. Von 1743 bis 1753 war er Mitglied des Geheimen Ausschusses, dem Machtzentrum Schwedens zu dieser Zeit.
Die Dekoration der heutigen Bernadotte-Bibliothek im Stockholmer Schloss, ursprünglich für eine andere Bibliothek entworfen, stammt von ihm.
Hårleman heiratete 1748 Henrika Juliana von Lieven (* 1710; † 26. August 1779).

## Werke
- Schloss Svartsjö
- Schloss Fredrikshov
- Schloss Kristineberg
- Schloss Övedskloster
- Schloss Gävle (Umbau)
- Herrenhaus Stola
- Herrenhaus Åkerö
- Svindersvik
- Stockholms Observatorium
- Bootshäuser Galärskjulen, Stockholm